# فهرست اسقف‌نشین‌های کاتولیک ایران

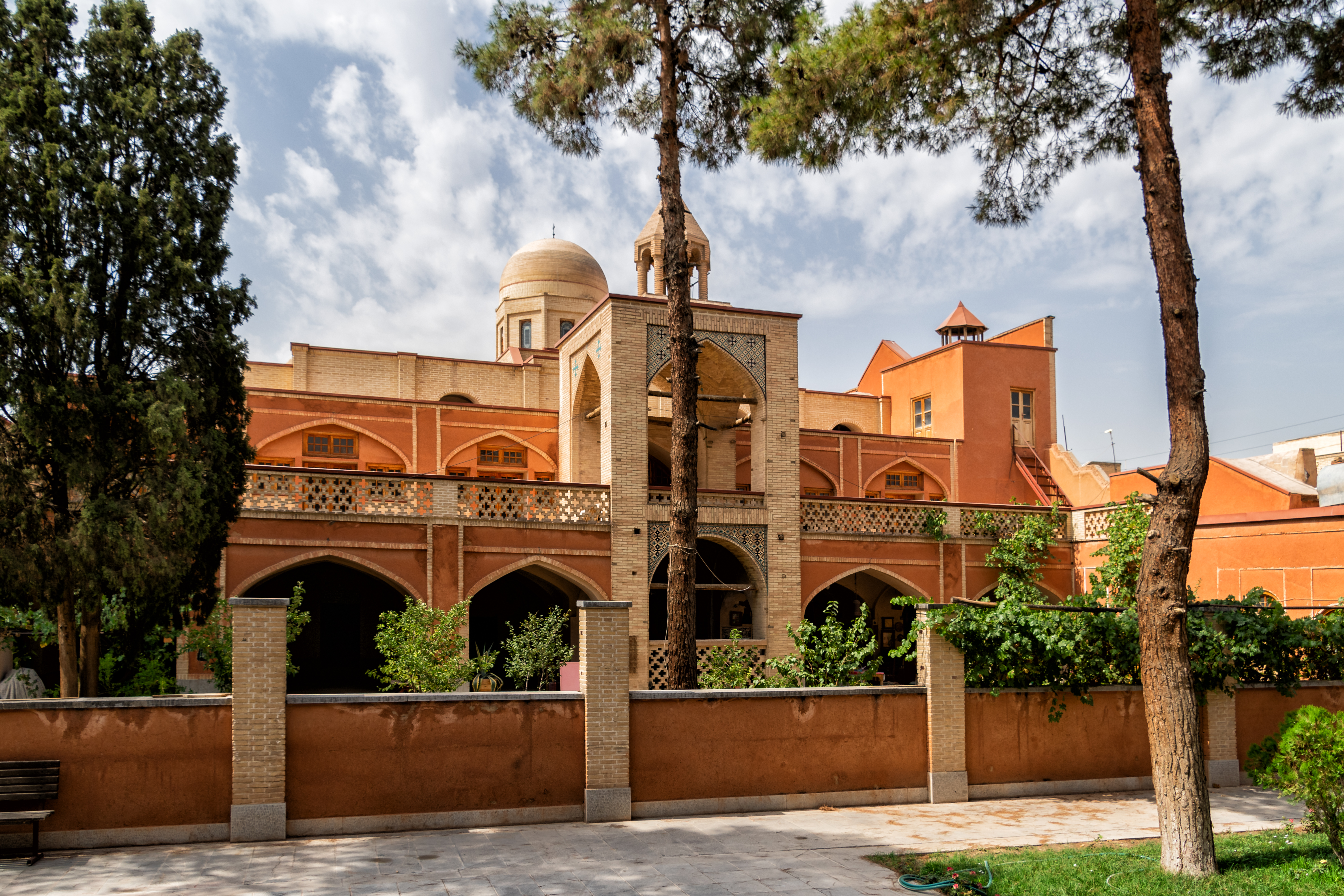
کلیسای کاتولیک‌ها در نو جلفا

فهرست زیر فهرست اسقف‌نشین‌های کاتولیک ایران است.

## فهرست اسقف‌نشین‌ها

### استان کلیسایی تهران
- اسقف‌نشین تهران (کلدانی)

### استان کلیسایی کیلیکیه
- شهرستان اصفهان (ارمنی)

### استان کلیسایی ارومیه
- اسقف‌نشین ارومیه (کلدانی)
  - اسقف‌نشین سلماس (کلدانی)

### تابع مستقیم سریر مقدس
- اسقف‌نشین تهران-اصفهان (لاتین)

### تابع مستقیمپاتریارک بغداد
- اسقف‌نشین اهواز (کلدانی)